# 闇の伝説
『闇の伝説』(Legend of darkness)は韓国のゲーム会社NEXONが開発したオンラインゲーム。MMORPGに分類される、2D方式のRPG。
日本ではネクソンジャパンが日本語版を運営していたが、2005年11月30日サービスを終了した。

## 闇の伝説の特徴
可愛らしいキャラクターが特徴的な、2D方式のアクションRPG。

他のゲームともっとも異なる特徴として、テンキーでの移動、戦略性重視の戦闘などがある。
ほかにも、
- 最大13人のパーティプレイ
- キャラクターレベルと分離したスキルレベル
- ギルドシステム
- 攻城戦
- 結婚
- 属性システム
- 転職・昇級
- 人生やり直し（キャラの作り直し）
- サッカー（日韓共催のW杯の時は盛り上がった）
- 髪型・色の変更
- キャラクターレベル制限によりレベル帯毎に住み分けられた狩り場
- 横殴り出来ない仕様

などがあった。総プレイヤー数が少なく､サービス後半では常時接続200人前後という事もあり､プレイヤー間の繋がりが強かった｡そのため､掲示板等でキャラクターが晒されるとほぼ全てのプレイヤーに認知される事となり､その結果ゲーム内で迫害され､引退に追い込まれる者もいた｡

### 掲示板
- システムで用意された掲示板を利用することができる。ゲーム内で F5 キーを押すと掲示板が開く。
- なお、掲示板を見ている時はキャラの顔がパクパク開く。
- ゲーム運営者のみ投稿可能な「運営掲示板」と、レベル9以上のキャラクターで投稿可能な「誰か教えて掲示板」とレベル11以上のキャラクターで投稿可能な「メイン掲示板」「ライトな話題」「パーティ募集掲示板」「買います」「売ります」「ギルド」等がある。

### 主な出来事
- 2001年4月　βテスト開始
- 2001年8月　ver4.11→4.30　マップ機能追加　掲示板、闇メール機能追加
- 2001年9月　課金開始　・所持金上限増加　（500万→1000万gold）
- 2001年10月 ギルドシステム実装　所持金上限増加（1000万→3000万）第1回スオミ城争奪戦
- 2001年11月　結婚システム実装　夜間インゲームサポートを開始
- 2001年12月 ギルド城争奪戦改良 雪の降る街 第2回スオミ城争奪戦　ウィンターシーズン2001　マッチ売りの少女　雪町関連アイテム多数追加　地獄のアーマー、チュニック、ガウンが追加
- 2002年1月　第1回キャラクター削除実施 転職＆幻骨脱体実装　同職転職スキル追加
- 2002年2月　ver4.30→4.51　表情の追加 転職システム一時休止　武道家の経験値ボーナス バレンタイン2002
- 2002年3月　ver4.51→4.52　バグ修正 ルケシオンギルド城 サッカーイベント
- 2002年4月　転職システム再開　髪色変更 ラッキーとジャンボ
- 2002年5月　アスガルドβ券配布
- 2002年6月　サッカー場開放　韓国ルールサッカー　日韓サッカー戦イベント
- 2002年7月　ver4.52→5.00　ゲーム仕様細部修正
- 2002年8月　ルケシオンビーチ 　シージャンボ
- 2002年10月　一部魔法のエフェクト変更 　ルケシオン島 ・ルケシオンクライシス
- 2002年11月　ウィンターシーズン2002
- 2002年12月　第3回スオミ城争奪戦（以降、毎月争奪戦実施）　クリーン
- 2003年1月　新年のおみくじ2003
- 2003年2月　ver5.00→5.20　グラフィック変更 　昇級実装 　ノビス町　恐怖の館　カスマニュム鉱山第2～4開放　悪魔城、暗黒城閉鎖　ポテの森 ・バレンタイン2003
- 2003年3月　ver5.20→5.21　ゲーム仕様細部修正 ・「無間・初」追加
- 2003年4月　ver5.21→5.22　ゲーム仕様細部修正　第2回キャラクター削除(予告のみ) 「サモン」仕様変更 　ポテの森閉鎖 　「ディールの依頼」終了　「大海道服」「緑玉指輪」追加
- 2003年5月　結婚式のエフェクト追加 　人生やりなおし実装 　ルアスビーチ　海底ダンジョン マイソシアジャンボS（アテナ、マジックブーツ等追加）
- 2003年6月　死の町に「ナス」「ベルゼブブ」「ガーネット」追加 ・覚醒アイテム追加
- 2003年7月　ルアス、ピエトダンジョン改装　血塗れアイテム追加
- 2003年8月　昇級スキル再習得可能になる　髪型変更 　夏祭り準備期間
- 2003年9月　夜間インゲームサポートが終了　夏祭りイベント　太古アイテム追加
- 2003年10月　インゲームサポート終了（全てメール受付）
- 2003年12月　ver5.22→5.22b　ゲームサーバー移転　ウィンターシーズン2003
- 2005年11月30日 闇の伝説サービス終了。

## ゲームの目的
ゲームをする上での明確な目的は無いが、他のMMORPGと同様に、
- 「キャラクターのレベルを上げる」
- 「レアなアイテムやお金等を集める」
- 「モンスターと戦闘」「他のプレーヤーと戦闘」「攻城戦」
- 「ゲーム内での、チャット・掲示板・闇メールによるコミュニケーション」
- 「望遠鏡機能でプレイヤー同士のパラメーターによるランキング」

などがあった。

## ゲーム情報

### 職業
平民
ゲーム開始時の職に着く前の状態。Lv5でNEXTEXPが0になるが、そのまま狩り続けていればMAXLvまで育てることもできた。しかしながらスキルもなく攻撃も当たらない為、通常の手段では限りなく不可能に近く、この職業での99Lv達成者は数えるほどしかいない。
戦士
パーティの壁役を担うHPと守備力の高い職業。ダメージ計算式に修正が入るまでは本当にただの壁だったが、修正後は攻撃的にも最強になり、ゲームが終焉を迎える頃には戦士の割合が多くなった。使用できるスキルが少ないことやHPの多さから初心者にお勧めしやすくもあった。
義賊（盗賊）
敵の属性を調べたり、特殊な技術を駆使して戦う職業。ダメージ計算式に修正が入るまでは、敵の硬さもあり最強を噂されていたが、その座を戦士に奪われる。それでも姿を消して近寄れたり、強力な一撃もあるので、トリッキーなプレイを好む人にはその後も愛された。複数のステータスを上げなくてはならないことから貧弱さに泣かされる事もしばしばあった。
魔術師
普通のRPGとは違い攻撃魔法にダメージ的な意味はあまりなく、眠らせたり呪って防御力を下げる事がメインの仕事となる職業。
聖職者
回復、補助魔法を駆使してパーティを助ける職。敵を攻撃することが困難な職業の為、予め組む仲間を決めておかないと厳しい。パーティーのHPを管理するという職業柄、高い技術を必要とされる。int聖・wis聖という一般的な育て方や特徴的なstr聖という育て方があり論議が絶えない。
修道者
万能な能力とスキルを持つ、ファイナルファンタジーシリーズにおける赤魔導士のような存在である。元々酷い扱いなのに、仕舞いにはパーティに居るだけで取得経験値が増えるなどと言うあんまりな仕打ちを受ける。この職業をストーンハンドアタック配布NPCというものだと勘違いする初心者の姿も見られた。スキルの多くは武器に依存せず肉体能力から算出される為、最も多様な育て方が試された職業でもある。この職業の真価は対人にあり、対人の為に育てるマニアも存在した。STRに特化、STR＝CONのバランス型、DEXによるクリティカル武、WISによる無限無敵化など、バリエーションが豊富にある。

### ステータス
ステータス（ステと略す場合もある）には、純粋にキャラクターの強さに関係する。ステータスにはレベルアップにより上昇をプレイヤー選択ができるものと、そうでないものがある。

#### レベルアップにより、自動的に上がるもの
- HP

キャラクターの体力を指す。修正を含まないCONの値をもとに上昇する。0になると死亡する。
レベル3以下で死亡すると、ハデスへ強制帰還する。
レベル4以上で死亡すると、デスペナルティを受け、ミュレカン行きとなる。
- MP

キャラクターの魔力を指す。修正を含まないWISの値をもとに上昇する。
使用するスペルの必要MP以下になるとスペルが使用できない。

#### レベルアップにより、自分の意志で上げられるもの
- STR：WEIGHT・直接攻撃（ダメージ）に関係する。
- CON：HPの上昇に関係し、HP/自然回復量、に関係する。
- INT：魔法攻撃力（魔法ダメージ）や回復魔法のHP回復量に関係する。
- WIS：MPの上昇に関係し、MP自然回復量にも影響する。
- DEX：命中率／クリティカル率や直接攻撃回避力に関係する。

#### レベルアップでは上げられないもの
- AC（物理防御力）、HIT（ヒット率）など。

### ギルドシステム

#### 概要
ギルドとは、加入手続きを行うとログアウトしても継続する、同じ目的を共有するキャラクターの集まりである。他のMMORPGではクランと呼ばれる場合がある。

#### ギルドの特典
ギルドに加入した者はギルド員と呼ばれ、次の特典が与えられる。
- ギルド員の一覧と、現在ログインしているか否かの情報を参照できる。
- ギルド員のみ参加することのできるチャットシステム（ギルドチャット。ギルチャと略される）を利用することができる。
- 攻城戦イベントに参加して勝利すると、次の攻城戦までの間、城主ギルドとなる。城主ギルドは通常は入れないマップに入る事が出来る。

#### ギルドの構成
- ギルドを設立したキャラクターはギルドマスターと呼ばれ、ギルドのすべての権限を持つ。ギルドマスターは、本人の手続きにより他のレベル99以上のギルド員にマスターの地位を移譲することもできる。
- ギルド員は特に権限は持たないが、自分の意思でギルドを脱退することは可能である。その際には金1000万が掛かる。

### クエスト
クエストは条件を満たした上で、ゲーム内のNPCに話しかけると開始することができる。要グループと記載のあるものは、決められた範囲内の構成でグループ（PT）を組む必要がある。
- 初心者クエスト